# Kazunari Sasaki
Kazunari Sasaki (* 25. November 1962 in Hiranai) ist ein ehemaliger japanischer Skilangläufer.

## Werdegang
Sasaki startete international erstmals bei den nordischen Skiweltmeisterschaften 1982 in Oslo. Dort belegte er den 56. Platz über 15 km, den 53. Rang über 30 km und den 12. Platz mit der Staffel. Bei den Olympischen Winterspielen 1984 in Sarajevo errang er den 47. Platz über 15 km und den 13. Platz mit der Staffel. Anfang März 1986 holte er bei den Winter-Asienspielen in Sapporo die Silbermedaille über 30 km Freistil und die Goldmedaille über 15 km klassisch. Im folgenden Jahr lief er bei den nordischen Skiweltmeisterschaften in Oberstdorf auf den 39. Platz über 15 km klassisch und auf den 38. Rang über 50 km Freistil. Seine besten Ergebnisse bei den Olympischen Winterspielen 1988 in Calgary waren der 20. Platz über 30 km klassisch und der 14. Rang mit der Staffel. Im folgenden Jahr holte er bei den nordischen Skiweltmeisterschaften in Lahti mit dem 15. Platz über 15 km klassisch, den 13. Rang über 30 km klassisch und den 11. Platz über 50 km Freistil seine ersten Weltcuppunkte. Mit dem siebten Rang über 15 km Freistil erreichte er dort sein bestes Einzelergebnis im Weltcup und zum Saisonende mit dem 27. Platz im Gesamtweltcup sein bestes Gesamtergebnis. Im März 1990 gewann er bei den Winter-Asienspielen in Sapporo über 15 km klassisch, über 30 km Freistil und mit der Staffel jeweils die Goldmedaille. Bei den nordischen Skiweltmeisterschaften 1991 im Val di Fiemme kam er auf den 27. Platz über 10 km klassisch, auf den 14. Rang über 15 km Freistil und auf den zehnten Platz über 50 km Freistil und bei den Olympischen Winterspielen 1992 in Albertville auf den 46. Platz über 10 km klassisch, jeweils auf den 40. Rang über 50 km Freistil und 30 km klassisch und auf den 35. Platz in der Verfolgung. Seine besten Platzierungen bei den nordischen Skiweltmeisterschaften 1993 in Falun waren der 23. Platz über 50 km Freistil und der 11. Platz mit der Staffel. Seine letzten internationalen Wettbewerbe absolvierte er bei den Olympischen Winterspielen 1994 in Lillehammer. Dort waren der 18. Platz in der Verfolgung und der 14. Rang mit der Staffel seine besten Resultate.
Sasaki wurde dreimal japanischer Meister über 15 km (1984, 1985, 1986), fünfmal über 15 km Freistil (1989, 1990, 1992–1994), viermal über 15 km Freistil (1990, 1992–1994) und jeweils siebenmal über 30 km (1985, 1986, 1989, 1990, 1992–1994) und über 50 km (1985, 1986, 1988, 1989, 1990, 1992, 1994).

## Teilnahmen an Weltmeisterschaften und Olympischen Winterspielen

### Olympische Winterspiele
- 1984 Sarajevo: 13. Platz Staffel, 47. Platz 15 km
- 1988 Calgary: 14. Platz Staffel, 20. Platz 30 km klassisch, 32. Platz 50 km Freistil, 45. Platz 15 km klassisch
- 1992 Albertville: 35. Platz 15 km Verfolgung, 40. Platz 30 km klassisch, 40. Platz 50 km Freistil, 46. Platz 10 km klassisch
- 1994 Lillehammer: 14. Platz Staffel, 18. Platz 15 km Verfolgung, 24. Platz 50 km klassisch, 25. Platz 10 km klassisch, 39. Platz 30 km Freistil

### Nordische Skiweltmeisterschaften
- 1982 Oslo: 12. Platz Staffel, 53. Platz 30 km, 56. Platz 15 km
- 1987 Oberstdorf: 38. Platz 50 km Freistil, 39. Platz 15 km klassisch
- 1989 Lahti: 7. Platz 15 km Freistil, 11. Platz 50 km Freistil, 13. Platz 30 km klassisch, 15. Platz 15 km klassisch
- 1991 Val di Fiemme: 10. Platz 50 km Freistil, 14. Platz 15 km Freistil, 27. Platz 10 km klassisch
- 1993 Falun: 11. Platz Staffel, 23. Platz 50 km Freistil, 42. Platz 15 km Verfolgung, 50. Platz 30 km klassisch, 64. Platz 10 km klassisch

## Weltcup-Gesamtplatzierungen
| Saison  | Punkte | Platz |
| ------- | ------ | ----- |
| 1988/89 | 15     | 27.   |
| 1989/90 | –      | –     |
| 1990/91 | 8      | 31.   |
| 1991/92 | 8      | 36.   |
| 1992/93 | 58     | 39.   |
| 1993/94 | 50     | 40.   |